# José de Paula Lopes Pontes
José de Paula Lopes Pontes (2 de novembro de 1912 – 11 de agosto de 1992) foi um médico brasileiro. Foi casado com Ruth de Souza Leão Coelho de Almeida.
Recebeu o título de doutor em Medicina em 1933, com apenas 21 anos, pela Faculdade Nacional de Medicina da Universidade do Brasil.
Foi eleito membro titular da Academia Nacional de Medicina em 1966, ocupando a Cadeira 18, que tem Garfield Augusto Perry de Almeida como patrono. Nesta instituição, veio a ocupar diversos cargos em diretorias e foi eleito presidente no biênio 1985-87.
Foi titulado Livre docente em Clínica Propedêutica Médica na Faculdade Nacional de Medicina da Universidade do Brasil, atual UFRJ, tendo sido Professor Catedrático e posteriormente Emérito de Clínica Médica da mesma Universidade, tornando-se Diretor de sua Faculdade de Medicina.
Foi também chefe do Serviço de Clínica Médica do Hospital Escola São Francisco de Assis, da Policlínica de Botafogo e da 9ª Enfermaria do Hospital Geral da Santa Casa da Misericórdia do Rio de Janeiro. Ocupou também os cargos de Decano do Centro de Ciências da Saúde da UFRJ, Presidente da Sociedade Brasileira de Gastroenterologia e Nutrição, além de Diretor da Instituto de Nutrição Annes Dias do Estado da Guanabara.
Foi Membro Fundador da Associação Brasileira de Escolas Médicas, assim como Membro da "International Society of Internal Medicine", da "American Gastroenterological Association"  e também Presidente da Associação Latino-Americana de Academias Nacionais de Medicina, assim como Membro Honorário da Associação Brasileira de Medicina Psicossomática e da Sociedade Brasileira de Endoscopia Digestiva
Recebeu ao longo da vida diversas honrarias e condecorações oficiais do mais alto grau, tendo sido condecorado Oficial da Ordem de Rio Branco do Ministério das Relações Exteriores, recebendo também a Medalha Clementino Fraga e a Medalha Anchieta da Legião Brasileira de Assistência.